# William Wavre
William Wavre, né le 17 juin 1851 à Neuchâtel et mort le 8 juin 1909 à Neuchâtel, est un archéologue, numismate et épigraphiste suisse.

## Biographie
William Wavre est le septième enfant du notaire et avocat Frédéric-André Wavre (1807-1861) et de Marie Sophie Châtelain (1816-1879). Par sa mère, il est le neveu de l'architecte Léo Châtelain et du docteur Auguste Châtelain. William Wavre fait ses classes au Gymnase, puis à l'Académie de Neuchâtel et passe plusieurs semestres dans les Universités de Bonn (1872-1873) et de Strasbourg (1873-1874). Il obtient sa licence ès lettres en 1874. Tout juste diplômé, il enseigne brièvement le latin au Gymnase cantonal avant de reprendre ses études, entre 1875 et 1876, à l'Université de Leipzig. A son retour à Neuchâtel, il est nommé maître de la IIe classe latine.
En 1881, William Wavre devient conservateur de la section archéologique et du cabinet des médailles du musée d'histoire de Neuchâtel, alors dirigé par Alfred Godet. A cet égard, il est choisi pour diriger les fouilles du site archéologique de La Tène assisté par Paul Vouga. William Wavre conduit les fouilles du prestigieux site archéologique jusqu'à sa mort, en 1909. A son décès, son adjoint, Paul Vouga, prend la tête des recherches et en publiera les résultats.
En 1892, au sommet de sa notoriété, William Wavre est nommé professeur d'archéologie à l'Académie de Neuchâtel. Il succède alors à celui qui fut son professeur, l'historien Alexandre Daguet.
William Wavre est membre de Pro Aventico, de la Société d'histoire et d'archéologie du canton de Neuchâtel, de la Société de Belles-Lettres, ou encore de la Société suisse de numismatique (dont il est vice-président). Il est aussi, entre 1894 et 1900, conseiller communal d'Hauterive et, de 1897 à 1900, président de ce conseil,.

## Publications (non exhaustif)
- William Wavre, "Falsification d'antiquités lacustres : 1859-1890", Musée neuchâtelois, Neuchâtel, 1890, p. 37-43, p. 67-71, p. 89-94.
- William Wavre, La Compagnie des mousquetaires et des fusiliers de Neuchâtel, Neuchâtel, Compagnie des mousquetaires; Compagnie des fusiliers, 1907.
- William Wavre, "Inscriptions romaines des bains d'Yverdon", Anzeiger für schweizerische Altertumskunde, Zürich, Bd. 10, 1908, p. 31-34.
- William Wavre et Jules Jeanjaquet, "Anciens trousseaux neuchâtelois de mariées (1665 et 1757)", Musée neuchâtelois, Neuchâtel, 1909, p. 187-192.
- William Wavre et Philippe Wavre, Notice généalogique de la famille Du Boz dit Du Bois, Neuchâtel, [éditeur non identifié], 1910.
- Williae Wavre et Eugène Demole, "La Première monnaie d'or de Neuchâtel", Revue suisse de numismatique, Genève, t. 17, 1911, p. 331-333.
- William Wavre, "La Restauration de l'atelier monétaire de Neuchâtel par Marie de Bourbon en 1588", Revue suisse de numismatique, Genève, t. 18, 1912, p. 5-44 ; p. 129-142.
- William Wavre et Eugène Demole, "De la succession des Brandebourg aux Longueville, 1707-1722 : fragment très abrégé de l'Histoire monétaire de Neuchâtel...", Revue suisse de numismatique, Genève, t. 19, 1913, p. 135-148.
- William Wavre et Eugène Demole, "Le Premier batz de Neuchâtel frappé en 1600", Revue suisse de numismatique, Genève, t. 20, 1915, p. 145-147.
- William Wavre, "Un problème difficile : fragment de l'histoire monétaire de Neuchâtel", Revue suisse de numismatique, Genève, t. 21, 1917, p. 147-157.
- William Wavre et Eugène Demole, L'Histoire monétaire de Neuchâtel, Neuchâtel, Société d'histoire et d'archéologie, 1939.